# Palauet d'Albors
El Palauet d'Albors, situat a la plaça Pintor Gisbert número 7 de la ciutat d'Alcoi (l'Alcoià), País Valencià, és un edifici residencial d'estil eclèctic i classicista.
És un edifici de caràcter burgès construït en 1873 a instàncies de l'empresari alcoià Rigoberto Albors Monllor. L'edifici dona a la plaça més destacada de l'eixample d'Alcoi, el Parterre. En la dècada dels 70 va haver-hi una resposta popular a Alcoi a favor de la seua conservació, objectiu que va tindre èxit. El palau ha estat restaurat i en l'actualitat alberga oficines.
L'edifici consta de planta baixa, semisoterrani, tres altures i golfa. La façana és de pedra, amb una decoració d'estil eclèctic amb balustrades i pitxers.